# Murakami Takejirō

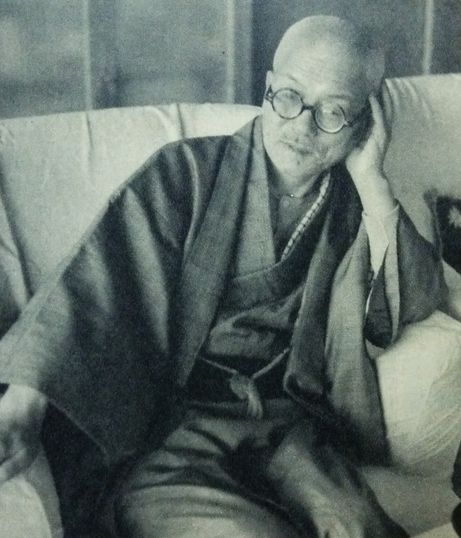
Murakami, 1956

Murakami Takejirō (japanisch 村上 武次郎; geboren 10. November 1882 in Kameoka (Präfektur Kyōto); gestorben 29. Juli 1969) war ein japanischer Metallurg.

## Leben und Wirken
Murakami Takejirō machte zunächst eine Lehrerausbildung an einer Pädagogischen Hochschule (高等師範学校, kōtōshi shihan gakkō) und unterrichtete an einer Schule. Er schloss dann ein Studium an der Universität Kyōto ab. 1916 fand er eine Stelle an dem neu gegründeten Institut für Physikalische und chemische Forschung (臨時理化学研究所, Rinji rikagaku kenkyūjo), dem späteren „Institut für Metallforschung“ (金属材料研究所, Kinzoku zairyō kenkyūjo) der Universität Tōhoku. Dort führte er unter der Leitung von Honda Kōtarō, dem ersten Direktor, Forschung an Spezialstählen durch. Von 1922 bis 1930 lehrte er zudem als Professor an der Universität Tōhoku. Von 1936 an wirkte er als 3. Direktor des Instituts für Metallforschung. Vor allem im Gebiet des hochlegierten Stahls erzielte er Spitzenergebnisse. Zudem legte er die Grundlagen zum Chrom-Stahl.
1950 wurde Murakami Mitglied der Akademie der Wissenschaften. 1956 wurde Murakami als Person mit besonderen kulturellen Verdiensten geehrt und im gleichen Jahr mit dem Kulturorden ausgezeichnet. 1959 wurde er Ehrenbürger der Stadt Sendai.
Murakami publizierte 1926 „Eisen- und Stahl-Strukturen unter dem Mikroskop“ (鉄鋼の顕微鏡組織, Tekkō no kembikyō soshiki).